# Шойом, Ласло (хоккеист)
Ласло Шойом (венг. Sólyom László; род. 29 ноября 1955, Георгени, Харгита) — румынский хоккеист, центральный нападающий. Участник зимних Олимпийских игр 1980 года.

## Биография
Ласло Шойом родился 29 ноября 1955 года в румынском городе Георгени.
Играл в хоккей с шайбой на позиции центрального нападающего. В 1976—1989 годах выступал за бухарестское «Динамо». В сезоне-1981/82 был признан лучшим игроком и нападающим чемпионата Румынии и вошёл в его символическую сборную.
В 1977 году участвовал в чемпионате мира в Вене, где сборная Румынии заняли последнее, 8-е место. Провёл 10 матчей, забросил 2 шайбы. Впоследствии ещё девять раз выступал на чемпионатах мира в низших дивизионах: дивизионе B в 1978—1979 и 1981—1983 годах, дивизионе C в 1985—1987 годах, дивизионе D в 1989 году.
В 1980 году вошёл в состав сборной Румынии по хоккею с шайбой на зимних Олимпийских играх в Лейк-Плэсиде, занявшей 8-е место. Играл на позиции нападающего, провёл 5 матчей, сделал 1 голевую передачу.
В 1983 году в составе студенческой сборной Румынии завоевал бронзовую медаль хоккейного турнира зимней Универсиады в Софии.